# Lubanowo (przystanek kolejowy)
Lubanowo – zamknięty i zlikwidowany przystanek osobowy w Lubanowie, w powiecie gryfińskim, w województwie zachodniopomorskim, w Polsce.